# Beker van Congo-Kinshasa
De Beker van Congo-Kinshasa (Coupe du Congo) is het nationale voetbalbekertoernooi van Congo-Kinshasa en wordt sinds 1961, na de onafhankelijkheid van het land, gespeeld. Zoals de meeste bekercompetities wordt met het knock-outsysteem gespeeld. Tussen 1971 en 1997 was de naam Beker van Zaïre.

## Finales
| Jaar                    | Winnaar              | Uitslag(en) | Finalist     |
| ----------------------- | -------------------- | ----------- | ------------ |
| 1961                    | FC Saint Éloi Lupopo | 5-1         | AS Vita Club |
| 1962-1963 niet gespeeld |                      |             |              |
| 1964                    | CS Imana             |             |              |
| 1965                    | AS Bilima            |             |              |
| 1966                    | TP Englebert         |             |              |
| 1967                    | TP Englebert         |             |              |
| 1968                    | FC Saint Éloi Lupopo |             |              |
| 1969-1970 niet gespeeld |                      |             |              |
| 1971                    | AS Vita Club         |             |              |
| 1972                    | AS Vita Club         |             |              |
| 1973                    | AS Vita Club         |             |              |
| 1974                    | CS Imana             |             |              |
| 1975                    | AS Vita Club         |             |              |
| 1976                    | TP Mazembe           |             |              |
| 1977                    | AS Vita Club         |             |              |
| 1978                    | CS Imana             |             |              |
| 1979                    | TP Mazembe           |             |              |
| 1980                    | Lubumbashi Sport     |             |              |
| 1981                    | AS Vita Club         |             |              |
| 1982                    | AS Vita Club         |             |              |
| 1983                    | AS Vita Club         |             |              |
| 1984                    | CS Imana             | 1-2, 2-0    | AS Vita Club |
| 1985                    | DC Motema Pembe      |             |              |
| 1986                    | AS Kalamu            |             |              |
| 1987                    | AS Kalamu            |             |              |
| 1988                    | AS Kalamu            |             |              |
| 1989                    | AS Kalamu            |             |              |

| Jaar | Winnaar          | Uitslag(en)  | Finalist                      |
| ---- | ---------------- | ------------ | ----------------------------- |
| 1990 | DC Motema Pembe  |              |                               |
| 1991 | DC Motema Pembe  |              |                               |
| 1992 | US Bilombe       |              |                               |
| 1993 | DC Motema Pembe  |              |                               |
| 1994 | DC Motema Pembe  | 2-0          | AS Bantous (Mbuji-Mayi)       |
| 1995 | AC Sodigraf      | 4-0          | OC Mbongo Sports (Mbuji-Mayi) |
| 1996 | AS Dragons       |              |                               |
| 1997 | AS Dragons       | 2-1          | AS Vita Club                  |
| 1998 | AS Dragons       | 1-0          | AS Sucrière (Kwilu Ngongo)    |
| 1999 | AS Dragons       | 3-2 nv       | AS Paulino (Kinshasa)         |
| 2000 | TP Mazembe       | 2-0          | AS Saint-Luc (Lubumbashi)     |
| 2001 | TP Mazembe       | 3-0          | AS Veti Club (Matadi)         |
| 2002 | US Kenya         | 2-1          | SM Sanga Balende (Mbuji-Mayi) |
| 2003 | DC Motema Pembe  | 2-0          | TP Mazembe                    |
| 2004 | CS Cilu          | 1-0          | AS Saint-Luc                  |
| 2005 | AS Vita Kabasha  | 1-1 ns (4-2) | CS Cilu                       |
| 2006 | DC Motema Pembe  | 4-1          | AS Dragons                    |
| 2007 | Maniema Union    | 2-1          | FC Saint Éloi Lupopo          |
| 2008 | OC Bukavu Dawa   | 2-0          | DC Virunga (Goma)             |
| 2009 | DC Motema Pembe  | 0-0 ns (5-4) | AS Dragons                    |
| 2010 | DC Motema Pembe  | 3-0          | AS Ndoki a Ndombe (Boma)      |
| 2011 | US Tshinkunku    | 1-1 ns (4-3) | AS Veti Club                  |
| 2012 | CS Don Bosco     | 4-0          | AS Veti Club                  |
| 2013 | FC MK Etanchéité | 1-0          | AS Vutuka (Kikwit)            |

### Aantal per club
| Titles | Club                                 | Plaats     |
| ------ | ------------------------------------ | ---------- |
| 13     | DC Motema Pembe (inclusief CS Imana) | Kinshasa   |
| 9      | AS Vita Club                         | Kinshasa   |
| 5      | AS Dragons (inclusief AS Bilima)     | Kinshasa   |
| 5      | TP Mazembe (inclusief TP Englebert)  | Lubumbashi |
| 4      | AS Kalamu                            | Kinshasa   |
| 2      | FC Saint Éloi Lupopo                 | Lubumbashi |
| 1      | Lubumbashi Sport                     | Lubumbashi |
| 1      | US Bilombe                           | Bilombe    |
| 1      | AC Sodigraf                          | Kinshasa   |
| 1      | US Kenya                             | Lubumbashi |
| 1      | CS Cilu                              | Lukala     |
| 1      | AS Vita Kabasha                      | Goma       |
| 1      | Maniema Union                        | Kindu      |
| 1      | OC Bukavu Dawa                       | Bukavu     |
| 1      | US Tshinkunku                        | Mbuji-Mayi |
| 1      | CS Don Bosco                         | Lubumbashi |
| 1      | FC MK Etanchéité                     | Kinshasa   |

Algerije ·
Angola ·
Benin ·
Botswana ·
Burkina Faso ·
Burundi ·
Centraal-Afrikaanse Republiek ·
Comoren ·
Congo-Brazzaville ·
Congo-Kinshasa ·
Djibouti ·
Egypte ·
Equatoriaal-Guinea ·
Ethiopië ·
Gabon ·
Gambia ·
Ghana ·
Guinee ·
Guinee-Bissau ·
Ivoorkust ·
Kameroen ·
Kenia ·
Lesotho ·
Liberia ·
Libië ·
Madagaskar ·
Mali ·
Marokko ·
Mauritanië ·
Mauritius ·
Mozambique ·
Namibië ·
Niger ·
Nigeria ·
Oeganda ·
Réunion ·
Rwanda ·
Sao Tomé en Principe ·
Senegal ·
Seychellen ·
Sierra Leone ·
Soedan ·
Somalië ·
Swaziland ·
Tanzania ·
Togo ·
Tsjaad ·
Tunesië ·
Zambia ·
Zimbabwe ·
Zuid-Afrika